# Vihtasaari (ö i Kannonkoski)
Vihtasaari är en ö i Varanensjö i Finland. Den ligger i sjön Vuosjärvi och i kommunen Kannonkoski i den ekonomiska regionen  Saarijärvi-Viitasaari och landskapet Mellersta Finland, i den centrala delen av landet, 300 km norr om huvudstaden Helsingfors. Öns area är 68 hektar och dess största längd är 1,5 kilometer i sydöst-nordvästlig riktning. En större väg går över ön och vidare över grannön Hotakansaari.